# Chaetocnema orientalis
Chaetocnema orientalis es un coleóptero de la familia Chrysomelidae. Fue descrita científicamente en 1874 por Bauduer.